# Mouscron
Mouscron (in piccardo: Moucron, in olandese Moeskroen) è una città e comune di lingua francese del Belgio, situata nella Regione Vallonia, nella provincia dell'Hainaut. Fa parte dei comuni a facilitazione linguistica.
Gli abitanti di Mouscron sono i Mouscronnois. Il simbolo della città è l'Horlu, personaggio delle campagne della regione nel periodo delle guerre di religione e che viveva di furti di ogni genere.

## Geografia fisica
Si trova a 110 chilometri a ovest di Bruxelles, nei pressi della frontiera francese. La città di Mouscron, situata all'estremità occidentale della regione vallona (se si esclude l'exclave costituita dal comune di Comines-Warneton), dal 1º settembre 1963 ha abbandonato la provincia delle Fiandre occidentali per unirsi alla provincia francofona dell'Hainaut. Mouscron forma di fatto un unico agglomerato urbano con la città francese di Tourcoing e, dunque, con l'area metropolitana di Lilla e Roubaix.
Dal 1976, anno della fusione comunale in Belgio, il comune di Mouscron o "Grande Mouscron" raggruppa le località di Dottignies (Dottenijs), Luingne (Lowingen), Herseaux (Herzeeuw) e Mouscron. La città ha conosciuto una rinascita nel XIX secolo e soprattutto nel XX secolo con lo sviluppo dell'industria tessile nel Nord della Francia.

## Storia
Nell'anno 1066 il conte di Fiandra attribuì alla collegiata di Saint-Pierre, della città di Lille, alcune terre site nel territorio di Mouscron.

### Simboli
Lo stemma, in uso dal 1885 e riconosciuto ufficialmente il 18 dicembre 1991, riproduce il blasone della famiglia Basta.

## Società

### Lingue e dialetti
Comune bilingue per la forte presenza di abitanti di lingua neerlandese, il territorio comunale tocca sia la frontiera francese che la frontiera interna linguistica, che la separa dalla provincia fiamminga. Vi è riconosciuto tuttavia un regime di facilità linguistica per gli abitanti di lingua neerlandese.

## Cultura

### Eventi
La Festa degli Horlus è celebrata ogni anno nel primo fine settimana di ottobre.

## Amministrazione

### Gemellaggi
Mouscron è gemellata con le seguenti città:
- Liévin
- Fécamp
- Tourcoing
- Rheinfelden, dal 1981[3]
- Barry

## Sport

### Calcio
La principale squadra di calcio cittadina è lo Royal Mouscron Peruwelz che milita in Pro League, la massima divisione del campionato belga dalla stagione 2014-2015. La società fondata nel 1921 si è sviluppata a seguito del fallimento dello storico club cittadino, il Royal Excelsior Mouscron, avvenuto nel 2009.

### Pallanuoto
In città è presente il Royal Dauphins Mouscronnois società pallanuotistica vincitrice di sei campionati belgi e quattro Coppe del Belgio.